# Georges de Feure

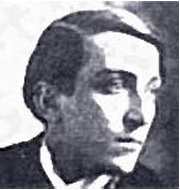
Georges de Feure op jonge leeftijd (voor 1910)

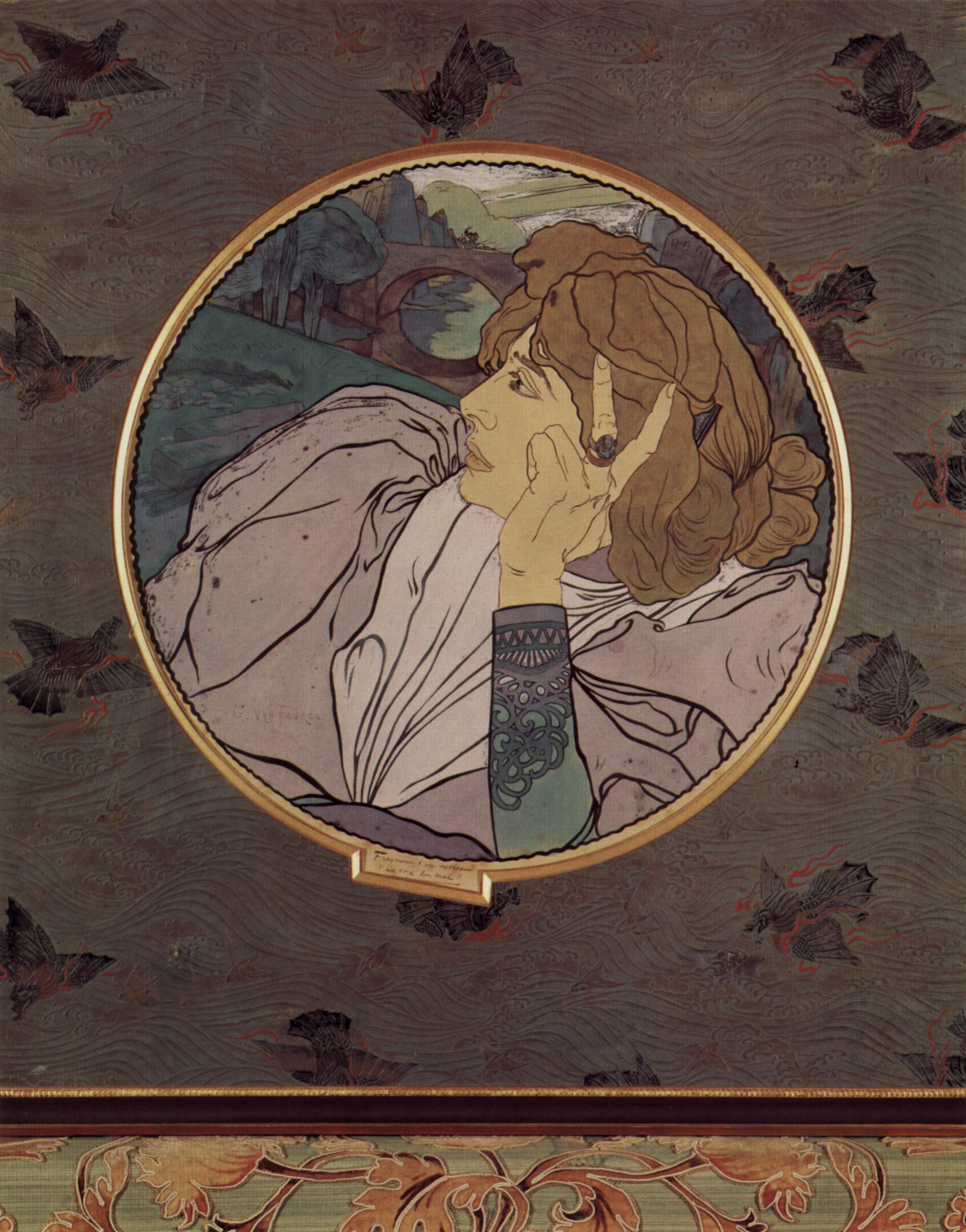
Gouache door Georges de Feure

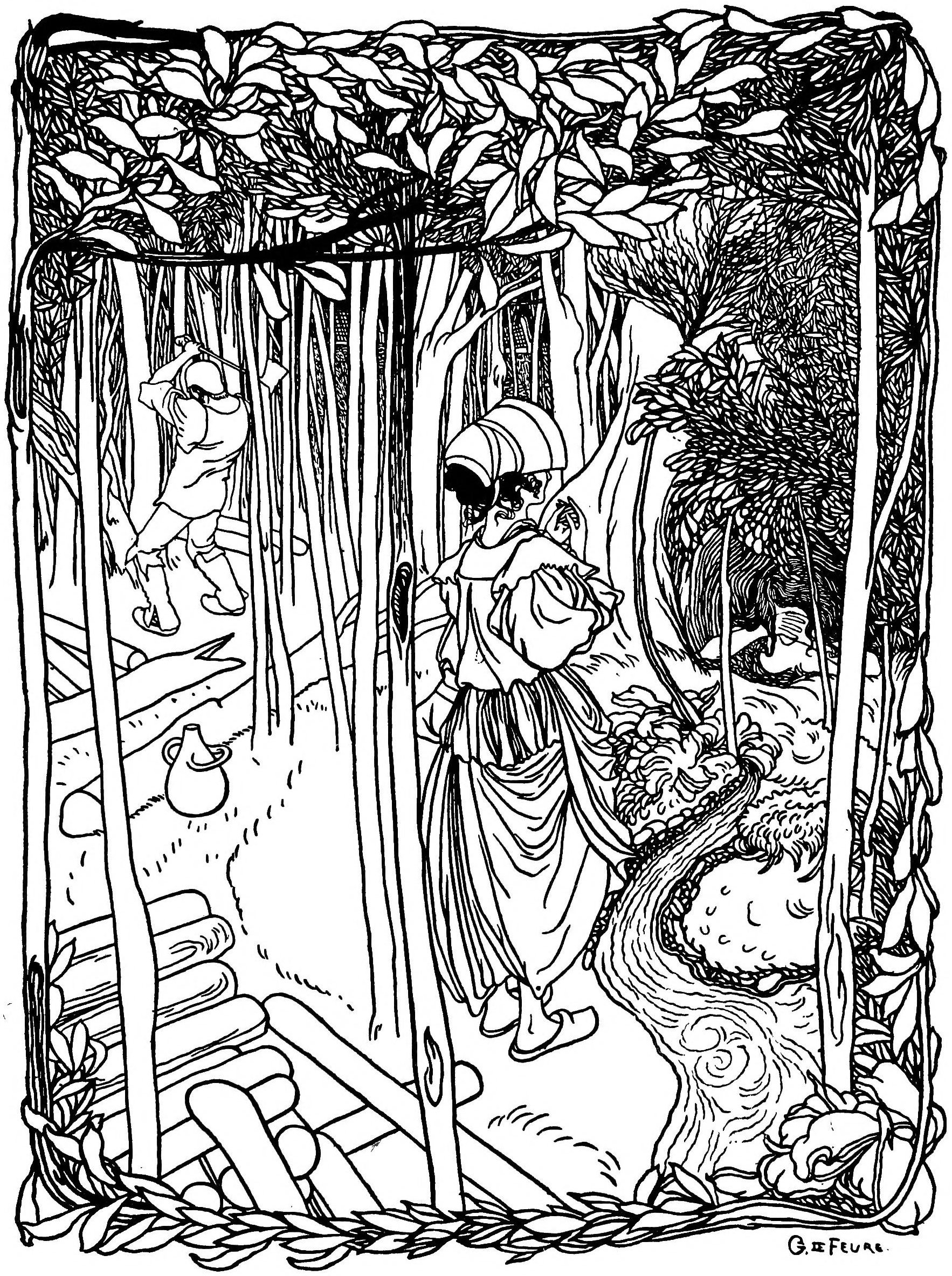
Buchette

Georges de Feure (een zelf gekozen pseudoniem voor Georges Joseph van Sluijters) (Parijs, 6 september 1868 – aldaar, 26 november 1943) was een kunstenaar van Nederlandse komaf, kunstschilder,  graficus en industriële kunstontwerper in de symboliek van de art-nouveaustijl. Zijn vader was de Nederlandse architect Jan Hendrik van Sluijters die gebouwd heeft in Parijs en in Nederland, zijn moeder was Belgische afkomstig uit Luik. De Feure had twee zoons, Jean Corneille en Pierre Louis, in de vroege jaren 1890 bij zijn minnares Pauline Domec en een dochter met zijn eerste vrouw, Marguerite Guibert (getrouwd 7 juli 1897).

## Carrière
In 1886 was De Feure een van de elf studenten die toegelaten werd tot de Rijksacademie voor Beeldende Kunsten in Amsterdam, maar hij ging spoedig naar Parijs omdat hij vond dat de formele academische opleiding hem niets te bieden had. Met zijn zeer onafhankelijke karakter nam De Feure nooit meer deel aan formele artistieke studies, en koos hij zijn eigen onafhankelijke koers. Hij begon als illustrator voor diverse tijdschriften waaronder le Courrier Français, Le Théâtre, Le Figaro Illustré en Les Modes en ontwierp affiches voor onder andere Salon des Cent, Loie Fuller en Thermes Liégeois en werd een van de belangrijkste ontwerpers van Siegfried Bing voor diens salon L'Art Nouveau. Hij toonde zijn werk op de Wereldtentoonstelling van Parijs in 1900 in het paviljoen van l’Art Nouveau Bing. 
Hij ontwierp onder andere meubelen, glaswerk, knoppen voor wandelstokken en lampen. Zijn schilderijen werden tentoongesteld in de Salon de la Rose-Croix van 1893 en 1894, en op de Münchener Secession in 1896. Zijn beste werken maakte De Feure in de art-nouveaustijl. Deze bevatten meestal stijlvolle jonge vrouwen in bevallige poses en worden benadrukt in de kleuren bruin, groen en rose. De Feure ontving daarvoor de bijnaam de dichter van de poster.
In augustus 1901 werd De Feure benoemd tot Ridder in het Franse Legioen van Eer voor zijn bijdrage aan de decoratieve kunsten. In 1908 ontwierp hij meubels voor Maison Krieger in Parijs. In 1910 werkte De Feure samen met Armand Deperdussin voor het ontwerpen van vliegtuigen en zijn enkele ontwerpen ook gepatenteerd. In 1913 schreef De Feure twee manuscripten voor een ballet waarvan de muziek verzorgd zou worden door Claude Debussy en Maurice Ravel. Gedurende de Eerste Wereldoorlog verbleef De Feure voornamelijk in Engeland en ontwierp hij decors en kostuums en sketches voor diverse revues. In 1923 richtte De Feure het modehuis in van Madeleine Vionnet op de Avenue Montaigne in Parijs en werd hij artistiek directeur van de firma Schwarz-Haumont in metaalwerken, waarvoor hij series balustrades voor balkons ontwierp. Hij stierf in behoeftige omstandigheden en in anonimiteit op 26 november 1943 in Parijs, in de leeftijd van 75 jaar.

## Werk in openbare collecties (selectie)
- Rijksmuseum Amsterdam[1]